# Them (альбом)
«Them» (с англ. — «Они») — студийный концептуальный альбом Кинга Даймонда, выпущенный Roadrunner Records в 1988 году.
«Them» — первая часть концептуальной дилогии о психически больной бабушке Кинга, вторая часть — альбом Conspiracy.

## Краткий сюжет
Юный Кинг с матерью и сестрёнкой Мисси встречают возвратившуюся из психиатрической клиники бабушку. В первую же ночь Кинг слышит странные голоса и в замочную скважину видит бабушку, пьющую чай. Она сидит одна и с кем-то разговаривает, а чашки с чайником странным образом двигаются в воздухе. Кинг немедленно возвращается в постель.
Однажды, среди ночи, бабушка будит Кинга и говорит, что настало время за чашкой чая рассказать ему про Эймон — их дом. Она прокалывает руку спящей матери Кинга и добавляет её кровь в чайник. Маленькая Мисси пытается убедить Кинга помочь ей, но его рассудок затуманен «их» голосами. Озабоченная состоянием матери сестра разбивает чайник. В ответ «они» разрубают её топором на куски, а останки бросают в камин. Кинг пробуждается от «их» чар и, спотыкаясь, бросается на улицу, вспоминая произошедшие события.
Кинг приходит в себя и, поняв, что «их» влияние вне дома гораздо меньше, выманивает бабушку на улицу и убивает её. Голоса Эймона продолжают преследовать мальчика. После допроса его отправляют в психиатрическую больницу.
Спустя годы Кинга отпускают. Он возвращается домой, где встречает бабушку. И голоса Эймона всё ещё звучат.

## Список композиций
Все тексты написаны Кингом Даймондом.
| №   | Название                  | Автор(ы)                  | Длительность |
| --- | ------------------------- | ------------------------- | ------------ |
| 1.  | «Out from the Asylum»     | Кинг Даймонд              | 1:48         |
| 2.  | «Welcome Home»            | Кинг Даймонд              | 4:35         |
| 3.  | «The Invisible Guests»    | Кинг Даймонд              | 5:03         |
| 4.  | «Tea»                     | Кинг Даймонд              | 5:13         |
| 5.  | «Mother’s Getting Weaker» | Энди Ла Рок               | 4:00         |
| 6.  | «Bye, Bye, Missy»         | Кинг Даймонд              | 5:06         |
| 7.  | «A Broken Spell»          | Энди Ла Рок               | 4:07         |
| 8.  | «The Accusation Chair»    | Кинг Даймонд              | 4:20         |
| 9.  | «„Them“» (Instrumental)   | Кинг Даймонд, Энди Ла Рок | 1:55         |
| 10. | «Twilight Symphony»       | Кинг Даймонд              | 4:08         |
| 11. | «Coming Home»             | Кинг Даймонд              | 1:11         |

### Бонус-треки ремастер-версии
| №  | Название                           | Длительность |
| -- | ---------------------------------- | ------------ |
| 1. | «Phone Call»                       | 1:38         |
| 2. | «The Invisible Guests» (Rehearsal) | 5:19         |
| 3. | «Bye, Bye, Missy» (Rehearsal)      | 4:48         |

## Участники записи
- King Diamond — вокал
- Энди Ла Рок — гитара
- Пит Блакк — гитара
- Хал Патино — бас-гитара
- Микки Ди — ударные

## Сессионные музыканты
- Роберто Фалькао — клавишные